# Паралија Офриниу
Паралија Офриниу (грч. Παραλία Οφρυνίου) је приморско насељено место у  општини Кушница у периферији Источна Македонија и Тракија, Грчка. Према попису из 2021. године било је 1.220 становника.
Насеље је подигнуто седамдесетих година 20. века на месту ранијег насеља Тузла. Тузла је 1920. године имала 281 житеља а потом је била напуштена. Паралија Офриниу се први пут помиње на попису из 1981. године са седам становника.